# Ievgueni Savitski
Ievgueni Yakovlevich Savitsky (en russe : Евгений Яковлевич Савицкий) est un pilote de chasse soviétique. Il est né le 24 décembre 1910 à Novorossiïsk et mort le 6 avril 1990 à Moscou.
As de l'aviation lors de la Seconde Guerre mondiale, il devient commandant de la Voyska PVO.
Sa fille, Svetlana Savitskaïa, est cosmonaute.